# Anorostoma chiloensis
Anorostoma chiloensis är en tvåvingeart som beskrevs av Brethes 1924. Anorostoma chiloensis ingår i släktet Anorostoma och familjen myllflugor. Inga underarter finns listade i Catalogue of Life.